# Lester Cove
Die Lester Cove ist eine Bucht an der Danco-Küste des Grahamlands im Norden der Antarktischen Halbinsel. Sie bildet den südlichsten Abschnitt der Andvord Bay.
Entdeckt wurde sie bei der Belgica-Expedition (1897–1899) unter der Leitung des belgischen Polarforschers Adrien de Gerlache de Gomery. Das UK Antarctic Place-Names Committee benannte sie 1960 nach dem britischen Geologen Maxime Charles Lester (1891–1957), der gemeinsam mit Thomas Wyatt Bagshawe (1901–1976) im Zuge der British Imperial Antarctic Expedition (1920–1922) unter der Leitung John Lachlan Copes (1893–1947) zwischen Januar 1921 und Januar 1922 am nahegelegenen Waterboat Point gelebt und in der Umgebung geodätische Vermessungsarbeiten durchgeführt hatte.